# Ніппон кокан
Ніппон Кокан, також Ніхон кокан (яп. 日本鋼管株式会社 — Ніхон Кокан Кабусікі-кайся), англ. Nippon Kokan, скорочено NKK — колишня японська велика чорнометалургійна і машинобудівна компанія. Була заснована на початку 20 століття як перший в Японії виробник безшовних труб. Перед Другою світовою війною перетворилася на 2-гу за значущістю компанію чорної металургії Японії. :182 У 2002 році «Ніппон кокан» об'єдналася з Кавасакі Стіл (Кавасакі сейтецу) з утворенням JFE Holdings.

## Історія

### 1-а половина 20 століття
Заснована в 1912 році Імаідзумі Катіро і Сіраїсі Мотодзіро (яп. 白石 元治郎, 1867—1945) як перший японський виробник сталевих труб. У 1914 році у місті Кавасакі на заводі компанії NKK побудовано металургійний завод з 2 мартенівськими печами потужністю 20 т і перший в Японії стан для виробництва безшовних труб німецької фірми Mannesmann. :68 – 69
Перші 20 років свого існування компанія не мала повного циклу виробництва, її заводи виплавляли сталь у мартенівських печах з імпортного чавуну і металобрухту. Зі стрімким зростанням попиту NKK отримала рекордний прибуток і вирішила побудувати власну доменну піч у 1933 році. У 1934 році NKK отримала дозвіл на будівництво своєї першої доменної печі від Міністерства торгівля і промисловості і вона розпочала роботу в червні 1936 року. Таким чином, NKK стала компанією з повним металургійним циклом. Після цього NKK послідовно побудувала свою другу, третю та четверту доменні печі та посіла друге місце після Japan Steel як другий за величиною інтегрований виробник в Японії. NKK розширила свої потужності з виробництва сирої сталі з 346 500 тонн у 1934 році до 602 200 тонн у 1936 році. :182
У 1940 році NKK об'єдналася з Tsurumi Steel and Shipbuilding, колишньою Asano Shipbuilding та її сталеливарним підрозділом. Оскільки Asano Shipbuilding розширила свій сталеливарний відділ протягом 1930-х років, вона вирішила змінити свою назву на Tsurumi Steel and Shipbuilding. Злиття було засноване на необхідності для NKK та Tsurumi раціоналізувати свої потужності та закупівлю ресурсів під час війни, через складну ситуацію з ресурсами. Також, оскільки Асано Соічіро, засновник дзайбацу Asano, був тестем Шірайсі Мотодзіро, засновника NKK, а завод Tsurumi знаходився поруч з NKK, злиття було природним. Після злиття NKK виробляла 14,0 % (0,61 мільйона тонн) від загального обсягу чавуну в Японії та 15,4 % (0,65 мільйона тонн) від загального обсягу виробництва готової сталі в Японії, тоді як Japan Steel виробляла 75,5 % (3,1 мільйона тонн) та 71,7 % (4,2 мільйона тонн) відповідно. :183

### 2-а половина 20 століття
У 1970-х роках комбінат Фукуяма компанії NKK з виробництвом 17,6 млн т сталі на рік був найбільшим комбінатом Японії. :7